# 阿部あかね
阿部 あかね（あべ あかね、1970年10月20日 - ）は日本のボイスビルダー、ボーカルコーチ。山形県出身で元オペラシンガー。156cm。血液型O型。

## 来歴
1970年、山形県寒河江市に生まれる。幼少の頃から歌う事が大好きで、東北に音楽科のある唯一の学校、山形県立山形北高等学校の音楽科に入学。
1989年、国立音楽大学の声楽科に入学。在学中からクラシックのオペラの舞台で活躍する。
1995年、卒業後はオペラの団体「二期会」に所属。
イタリアに留学し、オーディションを受けて役を掴み海外の舞台（旧ユーゴスラビアの国立劇場）で経験を積む。
しかし帰国後、声が出なくなり、どうやって歌うのかわからなくなる、という体験をする。
声が出なくなり途方に暮れていた時、声帯の筋肉をトレーニングし身体に繋いで行く方法でレッスンしている先生を紹介してもらい2年間師事する。その方法は世界中のコンクールで名を残す皆さんが必ず通っている方法で、今までにない革命的なレッスンだった。
その内容が出来るようになって、発声で困っている人に、この革命的な方法を伝えたいと思うようになる。
それから縁あって専門学校の先生になり、週800人からの生徒の授業をする毎日を過ごし、沢山の声の個性と向き合い、声の成り立ち、筋肉の場所、身体で歌うという体感、これらを言葉で伝えられるように試行錯誤して、自分の発声メソッド「A Logic」考案。
2001年、丸4年務めた学校から独立し、原宿にVOICELABOを設立。
紹介で繋がる小さなクラスからスタートし、新人を育成、プロを輩出し、紅白に出場するアーティストを出すまでになり、アーティストの声の悩みを解決し、自由に声、歌を表現する人を増やしたいという信念で、レッスンを展開。
2014年、新宿御苑前にスタジオ「VOICE LABO Dance & Vocal Studio」をオープン。
2018年、声から自分自身を構築して行く、アーティストの為の飛躍的成長プログラム「最強プログラム」を開始。声、パフォーマンス、スタイル、食、マインド、の5つのカテゴリーから一人一人に合わせたアドバイスを組み込んでコーチングして行く半年間は受講者の圧倒的な支持を受けて現在第５期が修了。
2020年、ボイスビルダーという名称に商標登録を取得。
また、ボイスビルダー®︎阿部あかねの発声メソッド「A Logic」のテキストを使ったプログラム講座は、声の基盤を作る決定版として、VOICELABOのキラーコンテンツである。
「A Logic」のテキストは現在非売品だが、現在出版に向けて準備中。 

## 担当アーティスト
- 青山テルマ
- 城南海
- シシド・カフカ
- クリス・ハート
- bless4
- 村上佳佑
- TEE
- KUNI
- ソナーポケット（ko-dai）
- ミラクルベルマジック
- みゆはん
- レイターズ（Candy or Whip）
- メロディー・チューバック
- SOLIDIMO（シュネル）
- ONE DRAFT（LANS）
- 谷村奈南
- ゴールデンボンバー（鬼龍院翔）
- AKANELIV
- JYONGRI
- ハルカハミングバード
- 小桃音まい
- 藩めぐみ
- 佐藤史果
- 泉彩世子
- 原田翔音
- 原田聖也
- SHAMANZ（tama）
- つしまみれ（まり）
- MAX（mina）
- SPEED（今井絵理子）
- 華原朋美
- 山崎育三郎
- 松岡修造
- 伊原六花
- 玉置成実
- たけうちほのか
- 竹内唯人
- HONEBONE（EMILY）
- 柚希礼音
- 陽月華
- 三浦春馬
- 島ゆいか
- 中村正至
- 大泰司桃子
- 濱平奈津美
- 里中トヨ子
- 橋本美香
- 村上佳菜子
- 石川英郎
- なえなの
- 立川平林
- Akyk
- 亜季緒
- 宇野悠人
- 平岡優也

他、役者、アナウンサー、解説者、会社経営者などフロントで活躍するプロの皆さん、また、各種専門学校、音楽大学、地域セミナー講師、企業セミナーなどの分野でも幅広く日々レッスンを重ねている。